# Монте дел'Ара Вале Санта
Монте дел'Ара Вале Санта је насеље у Италији у округу Рим, региону Лацио.
Према процени из 2011. у насељу је живело 1763 становника. Насеље се налази на надморској висини од 93 м.